# Doresia Krings
Dorothea Theresia Krings (* 13. April 1977 in Obertauern, Salzburg, Vornamen verkürzt zu Doresia) ist eine ehemalige österreichische Snowboarderin.

## Werdegang
Am 28. Februar 1997 fuhr Krings ihr erstes Rennen im FIS-Snowboard-Weltcup. Bei 155 Starts erreichte sie in ihrer Karriere 28 Podestplätze und davon elf Siege. Ihren ersten Sieg feierte sie am 6. Dezember 2001 beim Snowboardcross in Whistler Mountain. Die Allrounderin gewann danach auch Rennen im Parallel-Slalom und Parallel-Riesenslalom. In der Saison 2001/02 und 2004/05 wurde sie im Snowboardcrossweltcup jeweils Erste. In der Saison 2006/07 gewann sie den Gesamt und den Parallelweltcup. Ihr letztes Weltcuprennen fuhr sie im Januar 2010 in Stoneham.
Doresia Krings nahm von 2003 bis 2009 an vier Snowboard-Weltmeisterschaften teil. Sie gewann bei der WM 2005 in Whistler Mountain im Parallel-Slalom und im Parallel-Riesenslalom, sowie bei der WM 2007 in Arosa erneut im Parallel-Slalom, jeweils die Bronzemedaille. Bei den Olympischen Spielen 2006 in Turin wurde sie 11. im Parallel-Riesenslalom und 13. im Snowboardcross. Bei der WM 2009 in Gangwon-do belegte sie den siebten Platz im Snowboardcross. Das letzte Rennen ihrer Karriere fuhr sie bei den Olympischen Spielen 2010 in Vancouver und errang dabei den zehnten Platz im Snowboardcross.

## Erfolge

### Olympische Spiele
- 2006 Turin: 11. Platz Parallel-Riesenslalom, 13. Platz Snowboardcross
- 2010 Vancouver: 10. Platz Snowboardcross

### Weltmeisterschaften
- 2003 Kreischberg: 9. Platz Snowboardcross
- 2005 Whistler: 3. Platz Parallel-Slalom, 3. Platz Parallel-Riesenslalom, 9. Platz Snowboardcross
- 2007 Arosa: 3. Platz Parallel-Slalom, 4. Platz Snowboardcross, 47. Platz Parallel-Riesenslalom
- 2009 Gangwon-do: 7. Platz Snowboardcross

### Weltcup

#### Weltcupsiege
| Nr. | Datum              | Ort          | Disziplin             |
| --- | ------------------ | ------------ | --------------------- |
| 1.  | 6. Dezember 2001   | Whistler     | Snowboardcross        |
| 2.  | 23. März 2002      | Tandadalen   | Snowboardcross        |
| 3.  | 1. März 2003       | Sapporo      | Parallelslalom        |
| 4.  | 12. September 2003 | Valle Nevado | Parallel-Riesenslalom |
| 5.  | 18. Oktober 2003   | Österreich   | Parallel-Riesenslalom |
| 6.  | 16. Oktober 2004   | Österreich   | Parallel-Riesenslalom |
| 7.  | 30. Oktober 2004   | Saas-Fee     | Snowboardcross        |
| 8.  | 17. März 2005      | Tandadalen   | Snowboardcross        |
| 9.  | 9. Dezember 2005   | Whistler     | Snowboardcross        |
| 10. | 21. Dezember 2006  | Bad Gastein  | Parallelslalom        |
| 11. | 25. Februar 2007   | Sungwoo      | Parallel-Riesenslalom |

#### Weltcup-Gesamtplatzierungen
| Saison  | Gesamt | Gesamt | Parallel | Parallel | Snowboardcross | Snowboardcross |
| Saison  | Punkte | Platz  | Punkte   | Platz    | Punkte         | Platz          |
| ------- | ------ | ------ | -------- | -------- | -------------- | -------------- |
| 1996/97 | 8      | 127.   | -        | -        | -              | -              |
| 1997/98 | 1      | 127.   | -        | -        | -              | -              |
| 2001/02 | 655    | 2.     | 550      | 20.      | 4130           | 1.             |
| 2002/03 | 621    | 2.     | 3630     | 12.      | 2470           | 6.             |
| 2003/04 | 670    | 3.     | 6070     | 4.       | 2830           | 6.             |
| 2004/05 | -      | -      | 4320     | 5.       | 4580           | 1.             |
| 2005/06 | 5980   | 4.     | 2270     | 10.      | 3710           | 3.             |
| 2006/07 | 7830   | 1.     | 6480     | 1.       | 1350           | 10.            |
| 2007/08 | 5740   | 6.     | 2830     | 12.      | 2910           | 8.             |
| 2008/09 | 580    | 87.    | -        | -        | 580            | 28.            |
| 2009/10 | 620    | 83.    | -        | -        | 620            | 25.            |

### Weitere Erfolge
- 4-fache Österreichische Meisterin
- 4 Siege im Europacup
- 1 Sieg im NorAm-Cup
- 2 Siege im Südamerika-Cup
- 2 Siege bei FIS-Rennen

## Auszeichnungen (Auszug)
- 2005: Goldenes Verdienstzeichen der Republik Österreich